# Mia Brogaard
Mia Birkehøj Brogaard (* 15. Oktober 1981 als Mia Olsen) ist eine ehemalige dänische Fußballspielerin.

## Karriere
Brogaard spielte von 1999 bis zu ihrem Karriereende 2013 für Brøndby IF, mit Ausnahme des Herbstes 2011, als sie für den FC Damsø aktiv gewesen ist. Mit Brøndby gewann sie zwischen 2003 und 2008 sechs Meisterschaften in Folge und dreimal den nationalen Vereinspokal.
Ihr erstes A-änderspiel bestritt sie am 15. August 2002 in Kopenhagen im Freundschaftsspiel gegen die Nationalmannschaft Nordkoreas, das sie mit ihrer Mannschaft mit 4:0 gewann. Sie nahm an den Europameisterschaften 2005, 2009 und 2013, am Turnier um den Algarve-Cup 2007 und 2008 sowie an der Weltmeisterschaft 2007 teil. Bis zu ihrem Karriereende erzielte sie in 76 Länderspielen fünf Tore; ihr letztes bestritt sie am 31. Oktober 2013 in Vejle mit dem zweiten Spiel in der WM-Qualifikationsgruppe 3 bei der 0:1-Niederlage gegen die Schweizer Nationalmannschaft; danach beendete sie ihre Spielerkarriere.

## Erfolge
- Algarve-Cup-Finalist 2007, 2008
- Dänischer Meister 2003, 2004, 2005, 2006, 2007, 2008
- Dänischer Pokal-Sieger 2004, 2005, 2007